# 도원동 (달서구)
도원동(桃源洞)은 대구광역시 달서구의 법정동·행정동이다.

## 공공기관
- 한국토지주택공사 대구경북본부
- 도원 119안전센터
- 도원동우체국

## 자연
- 월광수변공원
- 도원근린공원
- 월배체육공원
- 별모람어린이공원

## 의료
- 대구보훈병원

## 교육
- 대구교육대학교 대구부설초등학교
- 대구노전초등학교
- 대구대곡초등학교
- 대구도원초등학교
- 대구대곡중학교
- 대구대곡고등학교
- 도원중학교
- 도원고등학교

## 아파트
| 단지명                | 건설사                                              | 시행사                                              | 주소                 | 입주        | 비고 |
| --------------------- | --------------------------------------------------- | --------------------------------------------------- | -------------------- | ----------- | ---- |
| 롯데캐슬 레이크       | 롯데건설                                            | ㈜연우                                              | 달서구 상화로58길 86 | 2005년 3월  |      |
| 서한이다음 레이크뷰   | ㈜서한                                              | ㈜국제자산신탁                                      | 달서구 상화로58길 35 | 2015년 1월  |      |
| 사계절타운            | ㈜청구산업개발 ㈜한라주택 ㈜화성개발 ㈜대백종합건설 | ㈜청구산업개발 ㈜한라주택 ㈜화성개발 ㈜대백종합건설 | 달서구 한실로 117    | 1997년 9월  |      |
| 대곡 강산타운         | ㈜보성 ㈜서한 영남건설㈜ 화성산업                   | ㈜보성 ㈜서한 영남건설㈜ 화성산업                   | 달서구 도원로 45     | 1997년 12월 |      |
| 별메마을 6단지 주공   | ㈜보성                                              | 대한주택공사                                        | 달서구 도원로 46     | 1996년 8월  |      |
| 산새마을 7단지 주공   | ㈜한양 ㈜동서개발                                   | 대한주택공사                                        | 달서구 도원남로 40   | 1996년 8월  |      |
| 한실들마을 5단지 주공 | ㈜한양 대백건설㈜ 삼주건설㈜                        | 대한주택공사                                        | 달서구 한실로 49     | 1996년 12월 |      |
| 가람마을 1단지 주공   | 화성산업 영남건설㈜                                 | 대한주택공사                                        | 달서구 한실로 135    | 1997년 3월  |      |
| 나래마을 8단지 주공   | ㈜서한                                              | 대한주택공사                                        | 달서구 한실로 29     | 1997년 4월  |      |
| 아람마을 9단지 주공   | ㈜청구                                              | 대한주택공사                                        | 달서구 한실로 30     | 1997년 4월  |      |
| 미리샘마을 2단지 주공 | 동서개발㈜ ㈜기산                                   | 대한주택공사                                        | 달서구 한실로 134    | 1998년 3월  |      |

## 종교
- 천주교 대구대교구 갈밭성당
- 천주교 대구대교구 도원성당